# Открытая публичная компания с ограниченной ответственностью
Откры́тая публи́чная компа́ния с ограни́ченной отве́тственностью (англ. Public Limited Company, PLC) — форма акционерного общества, формализованного Великобританией; понятие используется и в странах содружества.
В отличие от обычной компании с ограниченной ответственностью, уставный капитал разделен на акции, которые могут продаваться на фондовой бирже.
В соответствии со статьей 118 Акта о компаниях за 1985 год (Companies Act 1985), размер уставного капитала открытой публичной компании с ограниченной ответственностью не может быть менее 50'000 фунтов стерлингов. Государственная регистрация такой компании разрешена лишь после выпуска в обращение акций в размере 100% её уставного капитала и оплаты наличными не менее 25% её уставного капитала. В штатном расписании открытой публичной компании с ограниченной ответственностью должны быть предусмотрены должности директора и секретаря, или двух директоров, одному из которых поручено выполнять обязанности секретаря. В отличие от секретаря обычной компании с ограниченной ответственностью, секретарь открытой публичной компании с ограниченной ответственностью должен обладать необходимой профессиональной подготовкой и опытом работы или (при их отсутствии) быть утверждённым в должности большинством акционеров.
При определенных обстоятельствах обычной компании с ограниченной ответственностью может быть разрешено представлять бухгалтерскую отчетность в сокращенном виде. Открытая публичная компания с ограниченной ответственностью обязана направлять в государственные налоговые органы полную бухгалтерскую отчетность о своей деятельности.